# Георги Серафимов
Георги Серафимов Димов е български бизнесмен и общественик.

## Биография
Георги Серафимов е роден в гостиварското село Маврово на 15 юли 1870 година. Заселва се във Варна, където заема важно място в обществения и стопанския живот на града. Серафимов е помощник-кмет на Варна, почетен председател на Варненската търговско-индустриална камара и основател на Сдружението на хлебарите в града. Серафимов е деец на Варненското македоно-одринско дружество. Делегат е на Четвъртия македонски конгрес. След войните Серафимов е член на Илинденската организация във Варна.
Умира във Варна на 5 март 1941 година.
Серафимов няма преки наследници и на 10 юни 1936 г. със завещание оставя голяма част от имуществото си за благотворителни цели. Завещава на Варненското училищно настоятелство 400 000 лева за построяване на сграда за прогимназия във Варна и за закупуване на учебници, обувки и облекло на бедни, трудолюбиви ученици. На този фонд оставя и приходите от наемите на триетажно здание с дюкяни в града на ъгъла на ул. „Хр. Ботев“ № 23 и ул. „Владислав“. Отделно Серафимов завещава 50 000 лева на Комитета за строителство на Македонския дом във Варна, 50 000 лева на Хлебарското сдружение, по 5000 лева на сиропиталище „Милосърдие“, на братство „Свети Архидякон Стефан“ при църквата „Света Богородица Малката“, на Благотворителното братство „Свети Мина“ и на приюта „Митрополит Симеон“ във Варна.